# Falcone (famiglia)
La famiglia Falcone è una storica famiglia nobile di origine longobarda, con radici profonde nel sud Italia. Discendente da Arnulfo, nipote di Desiderio, re dei Longobardi, la famiglia si stabilì in Sicilia nel corso del medioevo, estendendo la sua influenza e prestigio attraverso vari feudi e posizioni di rilievo. La famiglia Falcone è nota anche per i suoi legami con la potente famiglia Sanseverino, che hanno ulteriormente consolidato la sua posizione nella nobiltà siciliana e italiana. Ancora oggi, la famiglia Falcone persiste come una delle famiglie nobili storiche, mantenendo un'importante eredità storica e culturale.

## Origine
La famiglia Falcone, una nobile dinastia con origini longobarde, iniziò con Arnulfo, nipote di Desiderio, re dei Longobardi. Secondo la tradizione, Hettore Falcone, discendente di Arnulfo, si trasferì in Sicilia per servire Giorgio Maniace. Hettore era anche cugino di Pandolfo, genero del principe Guaimaro di Salerno, e entrambi combatterono a favore dello stesso principe. Sebbene alcune cronache antiche riportino date errate, si ritiene che Maniace sia arrivato in Sicilia all'inizio dell'anno 1000. Hettore Falcone si stabilì in Sicilia e generò una discendenza di cavalieri noti, tra cui Pandolfo, Simone, Hettore, Tommaso, Alessandro, Giacomo e Pietro, che divennero celebri non solo in Sicilia ma anche in Italia per le loro imprese militari.

## Falcone di Sicilia
La famiglia Falcone in Sicilia ebbe inizio con Tommaso Falcone, uno dei dodici capitani più illustri d'Italia del suo tempo e antenato di molti cavalieri. Tra i suoi discendenti si trovano Alessandro Falcone, che fu lodato dall'imperatore Federico II per il suo valore militare, e Federico Falcone, noto per le sue numerose e gloriose vittorie in battaglia. Federico fu molto stimato dal re Pietro III e servì come Capitano della Guardia in Catalogna. Durante un conflitto con i francesi a favore del suo re, fu gravemente ferito e morì a Villafranca nel 1286. Federico è ricordato per aver forzato l'uscita dell'armata navale comandata da Ruggero di Lauria, che era rimasta bloccata nel porto di Messina, per soccorrere il re.
Pandolfo Falcone era un uomo di grande valore e abilità oratoria. Inviato come ambasciatore dal re Giacomo per conto dei Siciliani, riuscì a convincere il re a mantenere il regno sotto il suo dominio, nonostante le pressioni e le minacce del papa Bonifacio VIII.
Il figlio di Pandolfo, Falcone di Falcone, ricoprì importanti cariche nel regno, tra cui quella di giudice in tutti i tribunali. Un altro membro della famiglia, cugino di Falcone e nipote del conte Matteo Palici per parte materna, servì come Priore del re Pietro II e fu nominato Giustiziere della Valle di Catania. Inoltre, il suo legame matrimoniale con la potente famiglia Chiaramonte ne accrebbe ulteriormente il prestigio.

### Falcone di Lentini
Melchiore Falcone fu Senator di Messina nel 1322. Da lui discendono Gerardo e Nicolò di Palagonia e Fiumefreddo. Gerardo fu Signore di Afaro e venne privato del feudo da Oratio Bonifacio. Nicolò, che ricevette il feudo dal re Federico II nel 1332, è l'antenato della famiglia Falcone di Lentini, Baroni del Bosco e della Carrubba. Nicolò ebbe un figlio, Calcerano, che si sposò con Leonora Cândido a Lentini e accumulò notevoli ricchezze. Calcerano ebbe diversi figli, tra cui Giovanni, Gioffredo, Nicolò e Falcone, tutti noti per il loro impegno militare.
Giovanni Falcone acquistò il feudo di Casalvecchio dal notaio Giovanni Mòcaguto di Lentini nel 1498. Per compensare l'acquisto, ottenne la Baronia del Bosco di Schifano, poi posseduta dalla famiglia Beneventano. Giovanni ebbe due figli, Calcerano e Sebastiano, entrambi attivi nella vita politica e militare a Lentini. Tuttavia, la linea diretta si estinse con Nicolò, ultimo Barone del Bosco, che non ebbe eredi con la moglie Francesca Scammacca. Dopo di lui, il feudo passò a Vincenza, moglie di Matteo Beneventano.
Giovanni Falcone ricoprì anche il ruolo di Senator di Messina nel 1439, insieme a Luigi d'Aragona, Giovanni Medici e Matteo Caraldo, e fu Capitano nello stesso anno, con Pino Tedesco come suo predecessore.

### Falcone di Siracusa
Gioffredo Falcone, fratello di Melchiore Falcone, fu Giurato di Messina nel 1440, insieme a Giuseppe Leone, Chitto Curamadona e Ruggero Cottonaro. Nel 1442, come Capitano, fu affiancato da Matteo Medici, Gioffredo Velpa e Matteo Candido, con Giovanni Impolata come suo successore. Questi membri della famiglia Falcone furono i progenitori dei Baroni della Carrubba, riconosciuti a Siracusa.

### Falcone di Messina
La famiglia Falcone di Messina possedette vari feudi, tra cui Cirami, Comiso, Afero, Motta di Camastra, Bosco, la Baronia di San Peri, Domicella e altri. Pietro Falcone fu Barone del feudo di Protonotaro nel territorio di Castrogiovanni. Dopo la sua morte, il feudo passò al figlio Napulione Falcone, che fu privato dei suoi diritti dal re Federico III e ceduto a Guidone Mangiauacca nel 1360. Successivamente, il re Martino restitui l'assegnazione ad Antonia Falcone, figlia di Napulione e moglie di Nicolò Cartamedici, nel 1394. Il feudo fu oggetto di contesa con Bartolomeo Papaleone, Giudice di Messina, che lo ottenne per decreto della Regina Maria. Il feudo passò poi al figlio di Antonia, Pagano Falcone.

### Altri rami siciliani
Giovanna di Falcone ottenne il feudo di Saccolino nel 1495, recuperandolo da Rinaldo Sortino. A lei successe il figlio Rainero Falcone nel 1502, e successivamente il nipote Giouannello. Pietro Falcone, nel 1371, ricevette dal re Federico III tutti i beni confiscati a un altro membro della famiglia, Falcone di Falcone. Antonio Falcone, nel 1396, ottenne dal re Martino 13 salme di terreno nell'Isola di Malta, e Thomaso ricevette il feudo di Casba nel territorio di Castrogiovanni nel 1394. Lorenzo Falcone, nel 1505, ottenne dal re Ferdinando il Cattolico altre 12 onze di rendita feudale sulle Secrezie di Malta.
Antonio e Simone Falcone furono noti per le loro competenze in varie discipline. Giacomo Falcone, figlio di Antonio, sposò Florella Crifasi, figlia di Crisaforo Crifasi, con la quale ebbe Simonello Falcone. Dopo la morte di Florella nel 1520, Giacomo si risposò con Margaritella Merulla, figlia di Pantaleone, e successivamente con Mariana, figlia di Pietro Mazza. Infine, Giacomo sposò Sebastiana Galifi, con la quale ebbe tre figlie: Margarita, Sebastiana e Isabella.

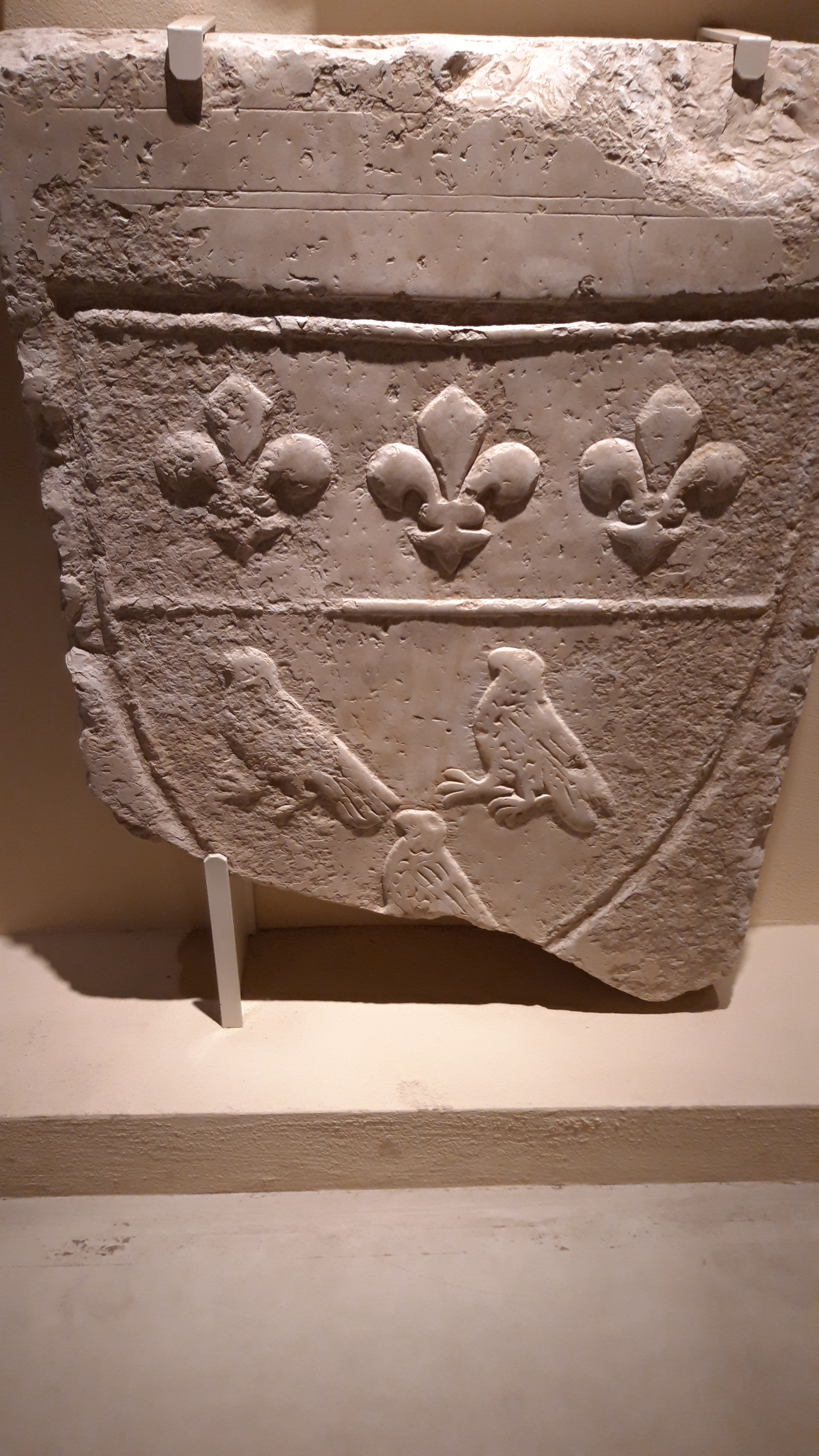
Lastra tombale rinvenuta in via Vitrani a Barletta, risalente al XIV sec..

## Falcone di Puglia
La famiglia Delli Falconi appellata anche Falconi o Falcone, De Falconibus. Antichi Baroni di Roccaforzata, Pulsano, Leporano, Turchiarolo e Vasto, questa famiglia, godette di nobiltà anche in Monopoli, Polignano, Molfetta, Bisceglie e Barletta.
Nel 1259, Renzo Delli Falconi fu tra i nobili cavalieri che prese parte alla giostra voluta su ordine di re Manfredi, per festeggiare degnamente l’arrivo a Barletta di Re Baldovino di Gerusalemme.
Raffaele fu consigliere e ambasciatore in Spagna e in Francia per il re Ferdinando d’Aragona; Giovanni Antonio difese in battaglia Otranto contro i saraceni nel 1480.
Nel 1540 Antonius de Falconibus fu Generali Sindaci Univeristatis Barolo.
Nella Cattedrale di Barletta vi era un altare dedicato a S. Maria di Costantinopoli, con S. Giuseppe e S. Gioacchino, appartenente alla famiglia de Falconibus, all'esterno della cattedrale vi è lo stemma con data MCCCCLXXXXII.
A Barletta si hanno notizie per la prima volta di un cavaliere Matheus de Falconibus nel XIII sec., nel 1305 si hanno notizie di Petri de Falcone regalis iudex Baroli (giudice regale di Barletta), nel 1534 il nobile Jacobus de Falconibus era credenziere della Regia Dogana.
La famiglia è ormai estinta in Roccaforzata, Leporano, Turchiarolo, Vasto, Monopoli, Polignano, Molfetta e Bisceglie.

### Giovanni Antonio delli Falconi

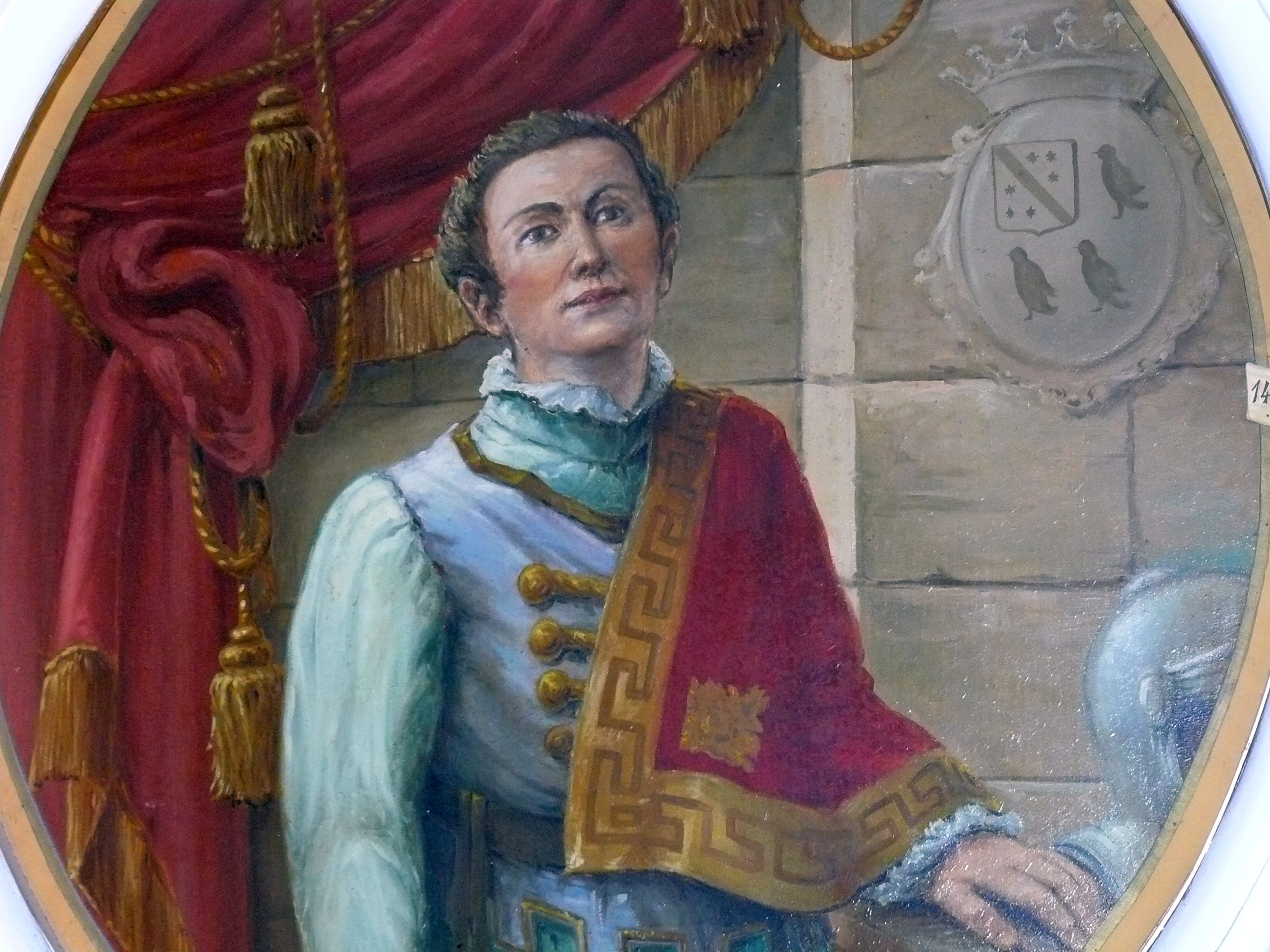
Giovanni Antonio delli Falconi

Giovanni Antonio Delli Falconi (Pulsano, 1443 ca. – Otranto, 12 agosto 1480) fu un condottiero italiano appartenente alla nobile famiglia Delli Falconi, signori di Pulsano. Figlio del barone Marino, segretario del principe di Taranto Orsini Del Balzo, Giovanni Antonio fu destinato alla carriera militare. Durante l’assedio ottomano di Otranto nel 1480, assunse il comando delle truppe provenienti dal Tarantino e condivise il comando del presidio aragonese con Francesco Zurlo. Entrambi rifiutarono la resa e, dopo dieci giorni d’assedio, morirono eroicamente difendendo la città in uno scontro corpo a corpo quando le truppe turche riuscirono ad aprire una breccia nelle mura. La sua memoria è onorata da una lapide a Otranto e da una targa commemorativa a Pulsano. I suoi resti, insieme a quelli di altri caduti, furono traslati a Napoli per volere di Alfonso II d’Aragona e oggi si trovano nella chiesa di Santa Caterina a Formiello

## Falcone di Acri
Recenti scoperte suggeriscono che un ramo della famiglia si sia stabilito anche ad Acri, in Calabria. Il ritrovamento dello stemma di famiglia su documenti appartenenti a un certo Giuseppe Falcone di Acri, che coincide con lo stemma originario dei Falcone, indica un collegamento tra le due linee familiari, sebbene non sia chiaro come la famiglia sia giunta in Calabria. Da qui, nacque un ramo della famiglia Falcone di Acri, il cui legame con la più antica stirpe siciliana è oggetto di ulteriori ricerche storiche.

### Giovan Battista Falcone

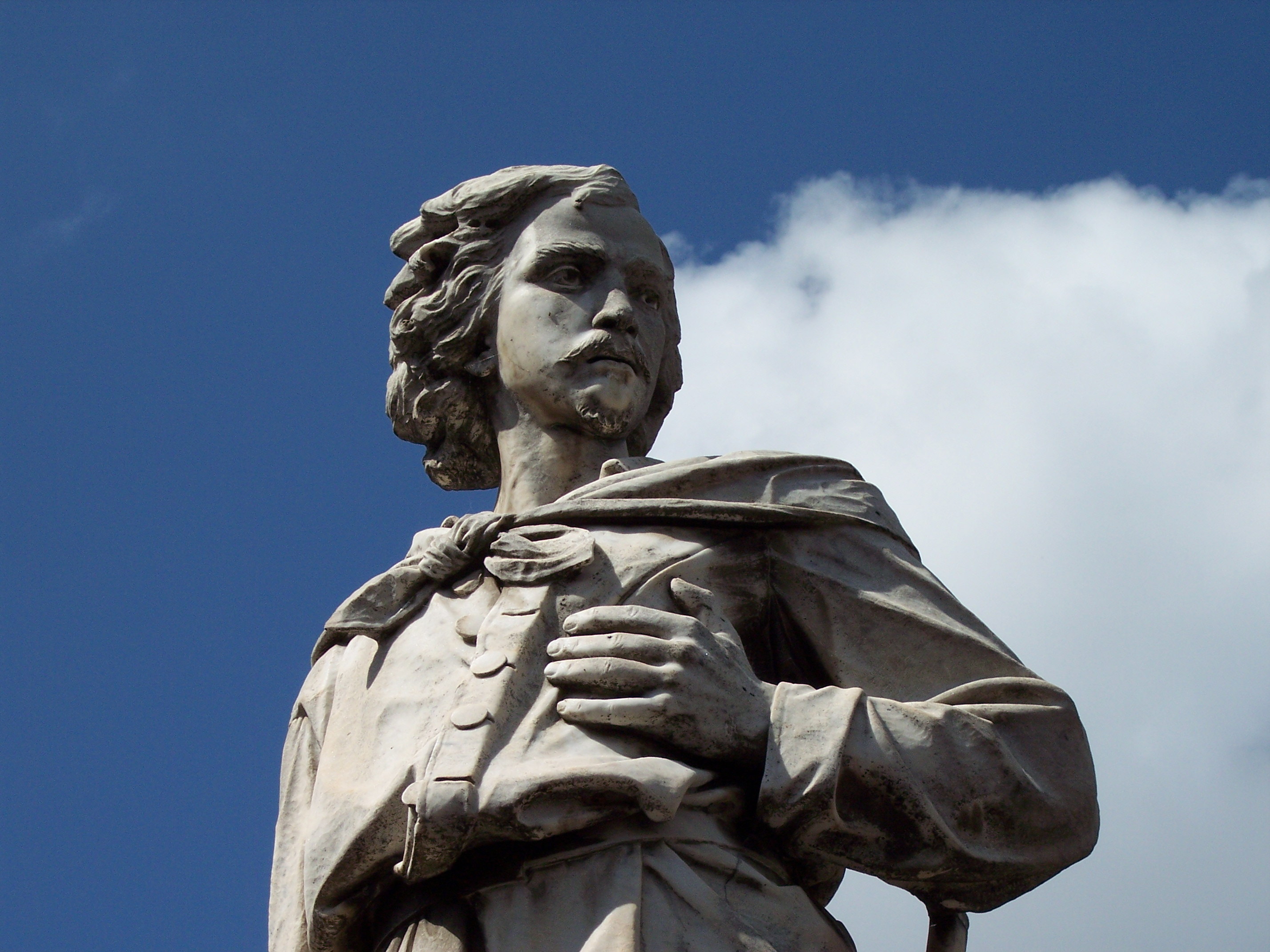
Monumento alla memoria di Giovan Battista Falcone

Giovan Battista Falcone, nato ad Acri nel 1834, fu un giovane patriota italiano cresciuto in un ambiente colto e ribelle, impregnato di ideali mazziniani e murattiani. Destinato inizialmente alla carriera ecclesiastica, abbandonò gli studi religiosi per unirsi agli ambienti rivoluzionari napoletani, frequentando figure come Agesilao Milano e Carlo Pisacane. Dopo l’esilio a Malta, partecipò alla tragica Spedizione di Sapri del 1857, dove, tradito dalla popolazione aizzata dai borbonici, fu ucciso a Sanza insieme a Pisacane. La sua memoria è oggi onorata da un monumento ad Acri e da una lapide sulla casa natale.

### Raffaele Falcone

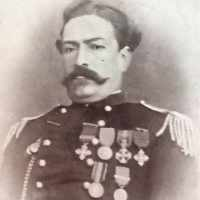
Raffaele Falcone in alta uniforme.

Raffaele Falcone, nato ad Acri il 15 gennaio 1832 e morto il 30 settembre 1907, fu una figura chiave nella lotta contro il brigantaggio postunitario in Calabria. Ufficiale di grande coraggio e stratega militare, guidò numerose operazioni decisive tra il 1861 e il 1868, tra cui le battaglie di Longobucco, Soveria Mannelli, Cassano e Acri, distinguendosi per il successo contro i più temuti capibanda dell’epoca. Comandante della Guardia Nazionale di Acri, fu insignito di numerose onorificenze, tra cui quella di Commendatore dell’Ordine della Corona d’Italia e Ufficiale dei Santi Maurizio e Lazzaro. Ricoprì anche ruoli civili come Consigliere Provinciale e membro della Regia Società Didascalica Italiana, incarnando lo spirito patriottico e civile del nuovo Regno d’Italia.

## Stemma
Arma: d'azzurro, con una banda d'oro sormontata da un falcone dello stesso. Corona di barone.